# بوکانیر

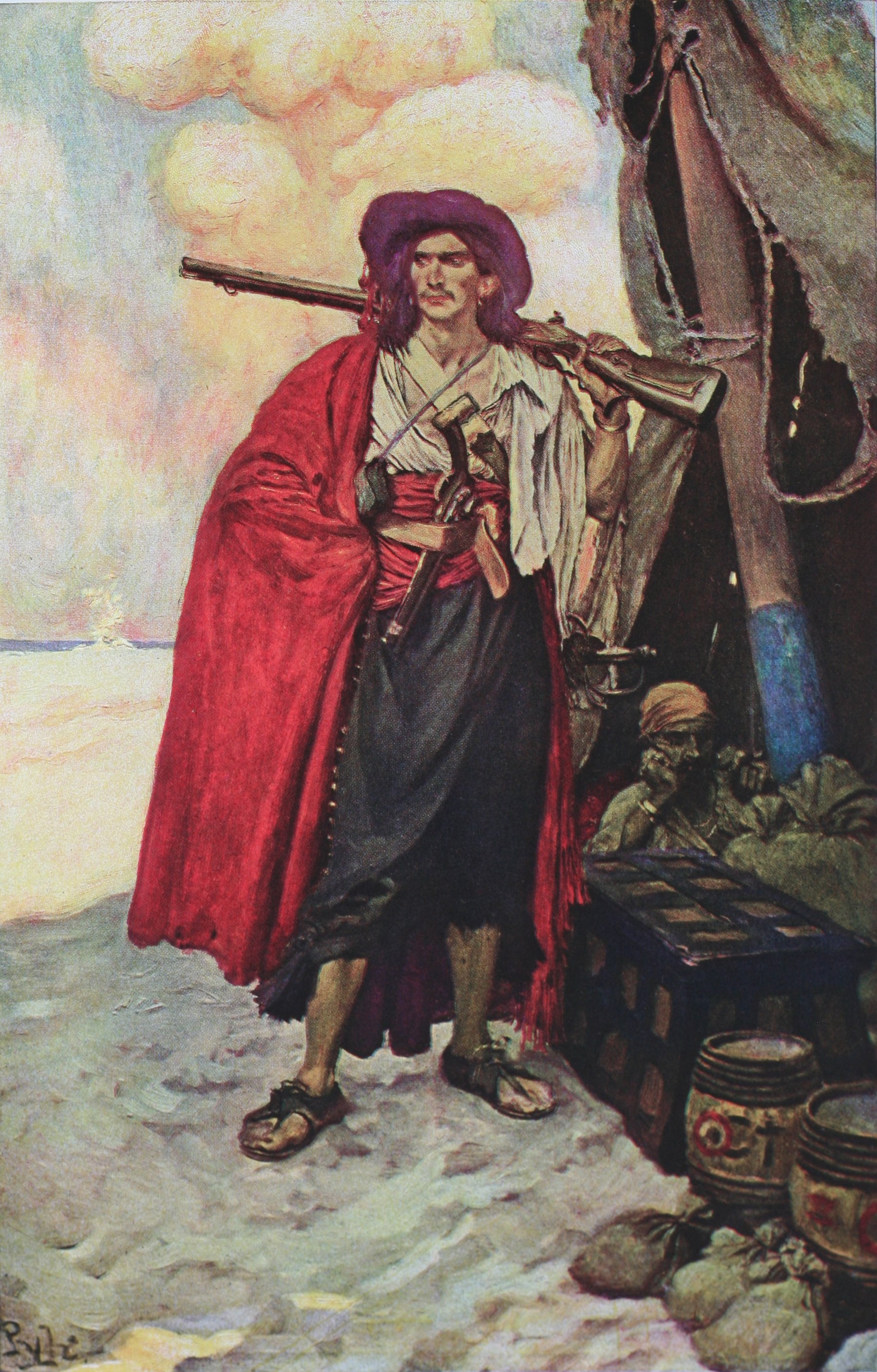
یک بوکانیر دریای کارائیب. از کتاب دزدان دریایی هاوارد پایل.

بوکانیر (به انگلیسی: Buccaneer) به گروهی از دزدان دریایی گفته می‌شد که در پایانه‌های سدهٔ ۱۷ میلادی به خطوط کشتیرانی اسپانیا و فرانسه در دریای کارائیب حمله می‌کردند.
بوکانیرها بیشتر دریانوردان یا خدمتکاران فراری از ملل گوناگون بودند که در جزیره‌های دریای کارائیب پناه می‌گرفتند. آن‌ها گلّه‌های وحشی را شکار می‌کردند و گوشت را بر پنجره‌های مشبّکی به نام «بوکان» می‌خشکاندند، به همین علت آن‌ها را «بوکانیر» نام نهادند.
دزدی‌های بوکانیرها از اوایل سال ۱۵۰۰ تا ۱۶۰۰ در حوالی هیسپانیولا یعنی کرانه‌های کارائیب در آمریکای مرکزی و آمریکای جنوبی ادامه داشت.